# Oh Seung-hee
Dans ce nom coréen, le nom de famille, Oh, précède le nom personnel.
Oh Seung-hee (en coréen : 오승희; née le 10 octobre 1995), dite Seunghee (승희), est une chanteuse sud-coréenne. Elle est membre du girl group CLC formé par Cube Entertainment.

## Biographie

### Débuts
Sous le nom de Cube Girls, Seunghee et Seungyeon font une première collaboration avec le chanteur Yoseop de Beast en 2013[source insuffisante]. Un an plus tard, c'est en solo qu'elle chantera pour la bande son Curious du drama Plus Nine Boys en featuring avec Sungjae des BTOB. 
Avec Yujin, Seungyeon, Sorn et Yeeun, elle participe en tant que danseuse secondaire au clip vidéo de G.NA mais aussi dans le clip vidéo des BTOB intitulé Beep Beep.

### CLC
Seunghee intègre officiellement le groupe CLC en 2015 en tant que leader. Néanmoins, en 2016, Seungyeon prend le relais et devient la nouvelle leader. Il est supposé[Par qui ?] que Seunghee avait des difficultés à tenir ce rôle important ou alors il peut s'agir d'une question de pratique car Seungyeon est plus apte à parler japonais que Seunghee, ce qui facilite les échanges lors des tournées[source insuffisante].